# Сен-Мишель-де-Сен-Жуар
Сен-Мишель-де-Сен-Жуар (фр. Saint-Michel-de-Saint-Geoirs) — коммуна во Франции, находится в регионе Рона — Альпы. Департамент коммуны — Изер. Входит в состав кантона Сент-Этьенн-де-Сен-Жуар. Округ коммуны — Гренобль.
Код INSEE коммуны — 38427. Население коммуны на 2004 год составляло 300 человек. Населённый пункт находится на высоте от 459 до 728 метров над уровнем моря. Муниципалитет расположен на расстоянии около 460 км юго-восточнее Парижа, 65 км юго-восточнее Лиона, 32 км северо-западнее Гренобля. Мэр коммуны — Maurice Dye, мандат действует на протяжении 2008—2014 гг.
Динамика населения (INSEE):